# Новоставці (Чортківський район)
Новоста́вці — село в Україні, у Трибухівській сільській громаді Чортківського району Тернопільської області. Розташоване на півночі району на берегах р. Вільховець за 9 км від найближчої залізничної станції Бучач.
До 2020 було підпорядковане Пилявській сільраді. Населення 797 осіб (2023).

## Назва
Назва села походить, ймовірно, від ставків біля села, яких нині є 7.

## Історія
Перша писемна згадка — 1420 року.

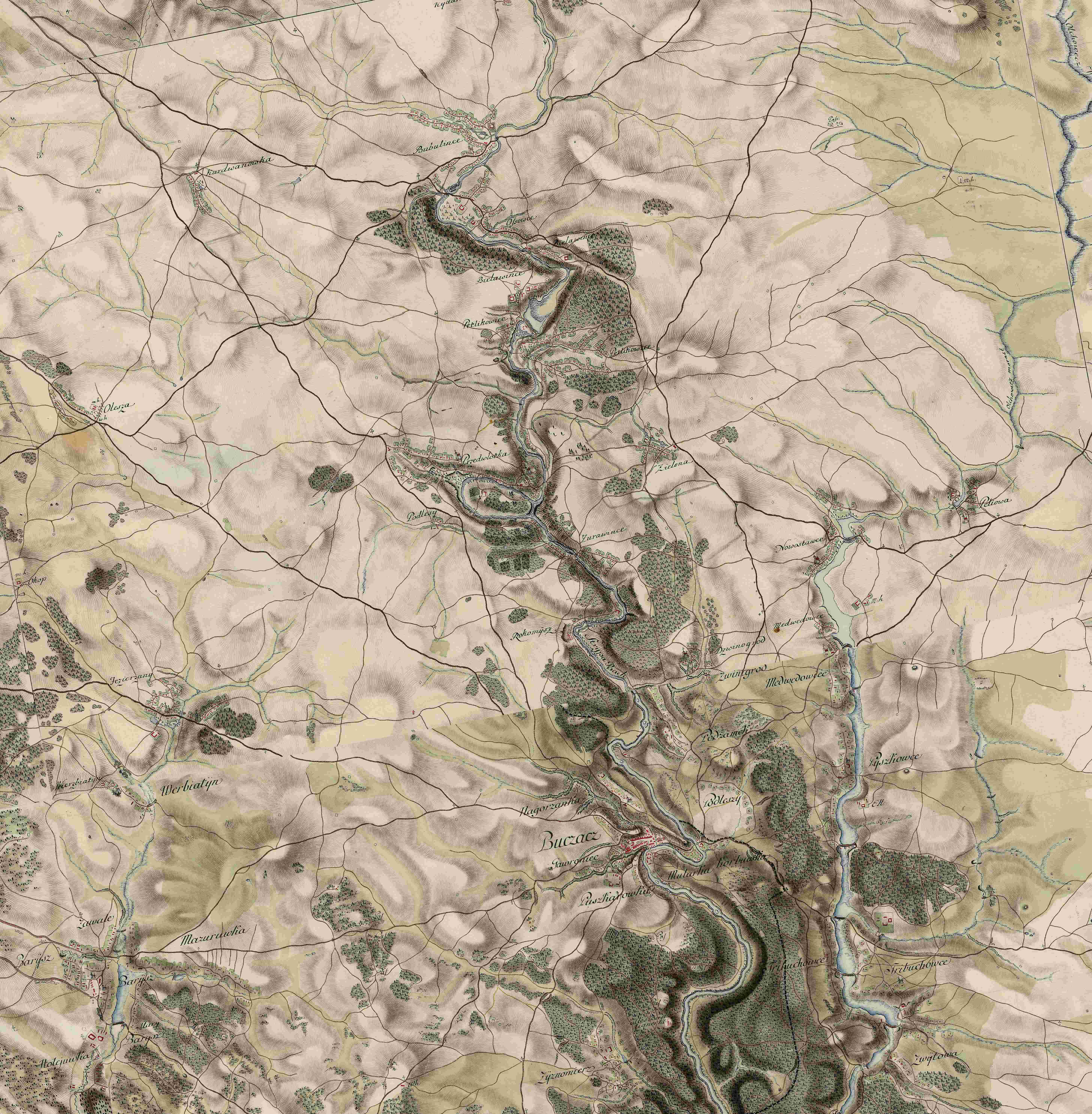
Новоставці на мапі фон Міґа, XVIII ст.

Під час Першої та Другої світових війн багато будівель зруйновано. Діяли «Просвіта», «Луг», «Хліборобський Вишкіл Молоді» та інші товариства, кооператива.
12 червня 2020 року, відповідно до розпорядження Кабінету Міністрів України № 724-р «Про визначення адміністративних центрів та затвердження територій територіальних громад Тернопільської області» увійшло до складу Трибухівської сільської громади.
19 липня 2020 року, в результаті адміністративно-територіальної реформи та ліквідації Бучацького району, увійшло до складу новоутвореного Чортківського району.

## Політика

### Парламентські вибори, 2019
На позачергових парламентських виборах 2019 року у селі функціонувала окрема виборча дільниця № 610178, розташована у приміщенні школи.
Результати
- зареєстровано 629 виборців, явка 61,84%, найбільше голосів віддано за «Слугу народу» — 41,04%, за Всеукраїнське об'єднання «Батьківщина» — 14,03%, за Європейська Солідарність — 11,43%.[3] В одномандатному окрузі найбільше голосів отримав Микола Люшняк (самовисування) — 35,94%, за Ігорія Сопеля (Слуга народу) — 24,22%, за Аллу Стечишин (самовисування) — 9,90%[4].

## Населення

### Мова
Розподіл населення за рідною мовою за даними перепису 2001 року:
| Мова            | Кількість | Відсоток |
| --------------- | --------- | -------- |
| українська      | 837       | 99.76%   |
| білоруська      | 1         | 0.12%    |
| інші/не вказали | 1         | 0.12%    |
| Усього          | 839       | 100%     |

## Соціальна сфера
Працюють загальноосвітня школа 1-2 ступенів, клуб, бібліотека, ФАП, торговий заклад.

## Пам'ятки
- церква Святителя Миколая Чудотворця (1835, мурована, ПЦУ)
- церква святого апостола Томи (1990, мурована, УГКЦ),
- костел святого Яна Кентського (1882).
- поселення раннього залізного віку Новоставці I[d]

## Персоналії

### Працювали
З 1994 в селі учителем історії працював Микола Козак — український педагог, історик і краєзнавець.

## Галерея

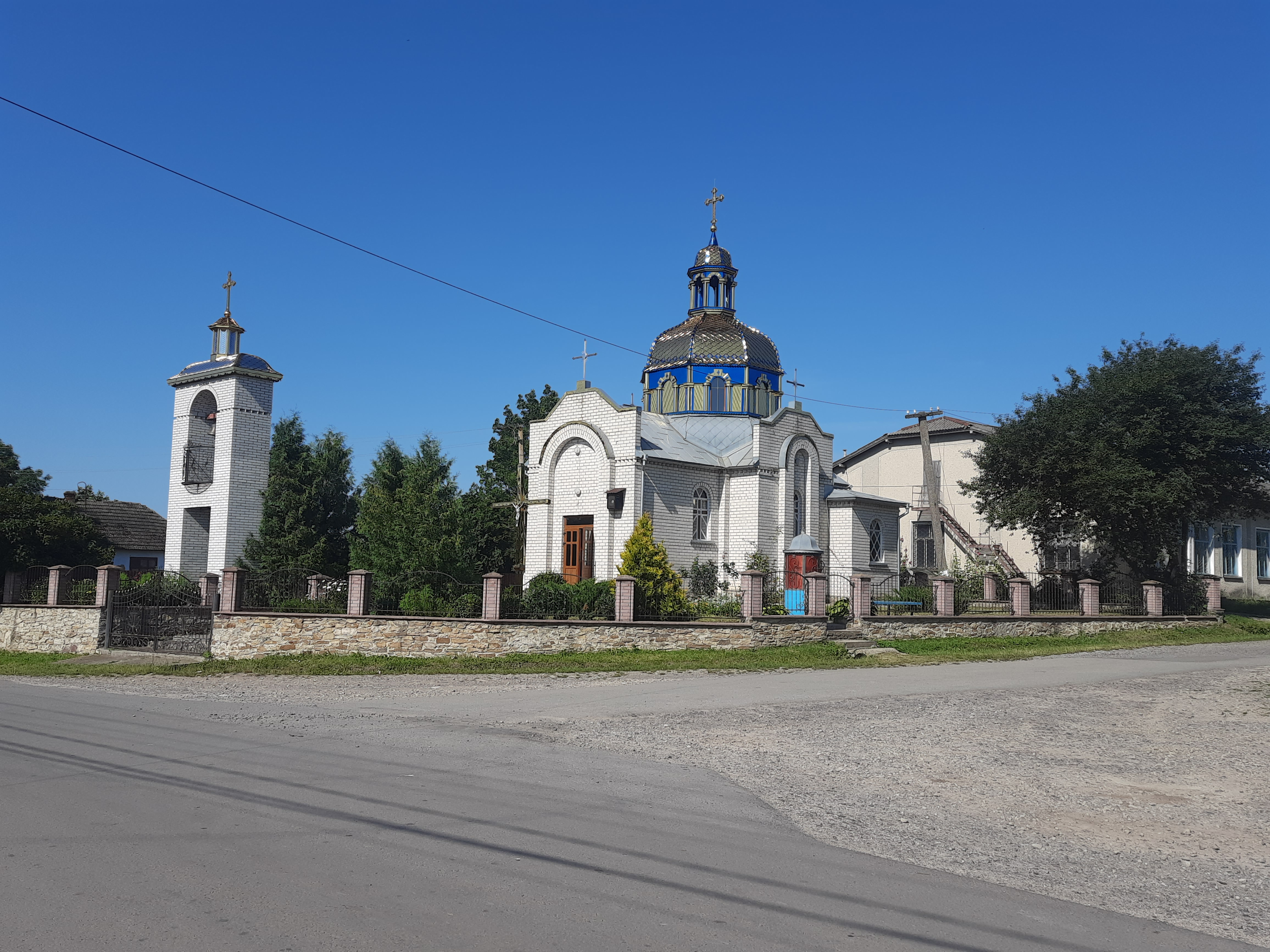
Церква Святого Апостола Томи
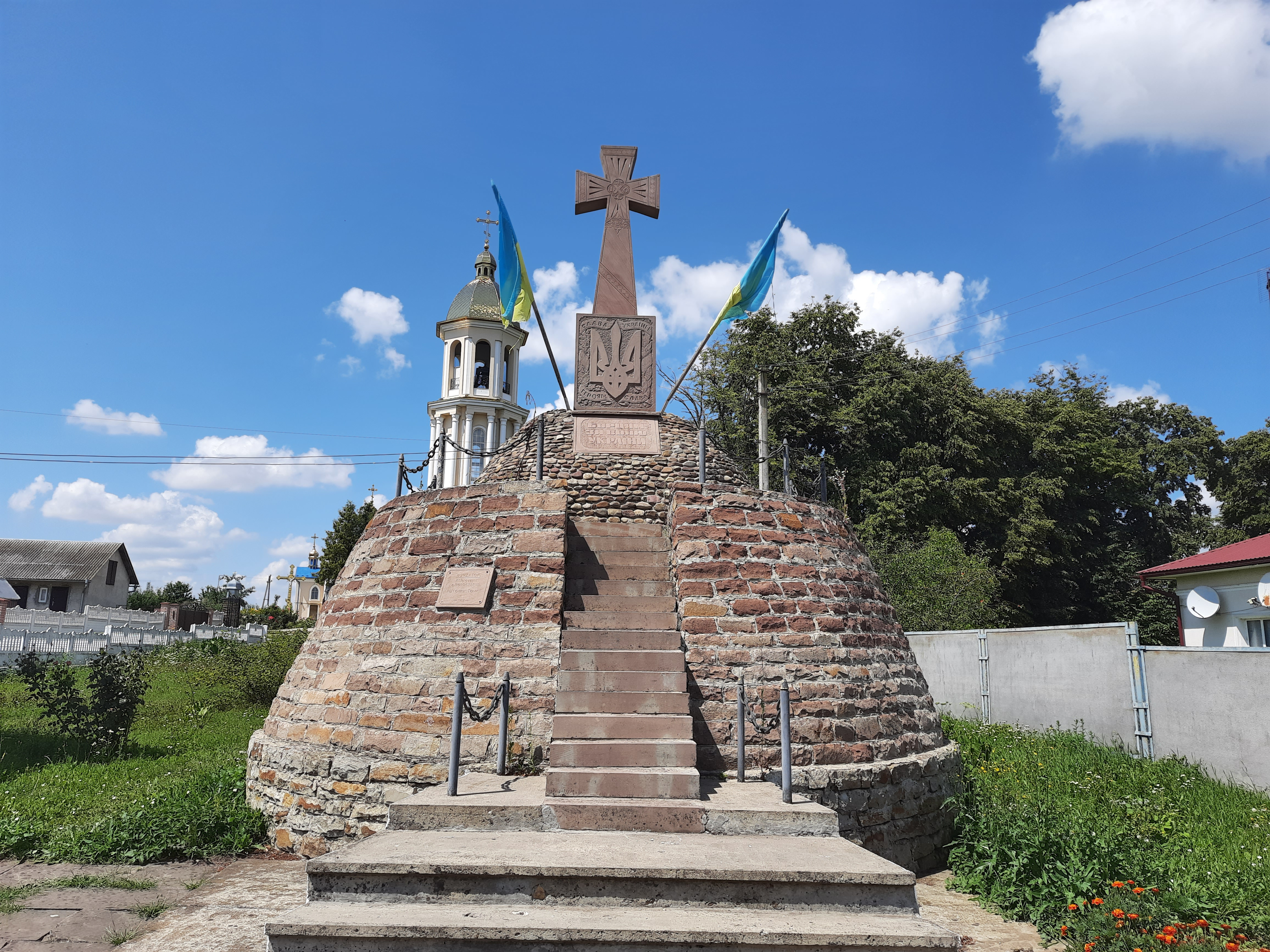
Символічні могили діячам ОУН і воякам УПА (1994)
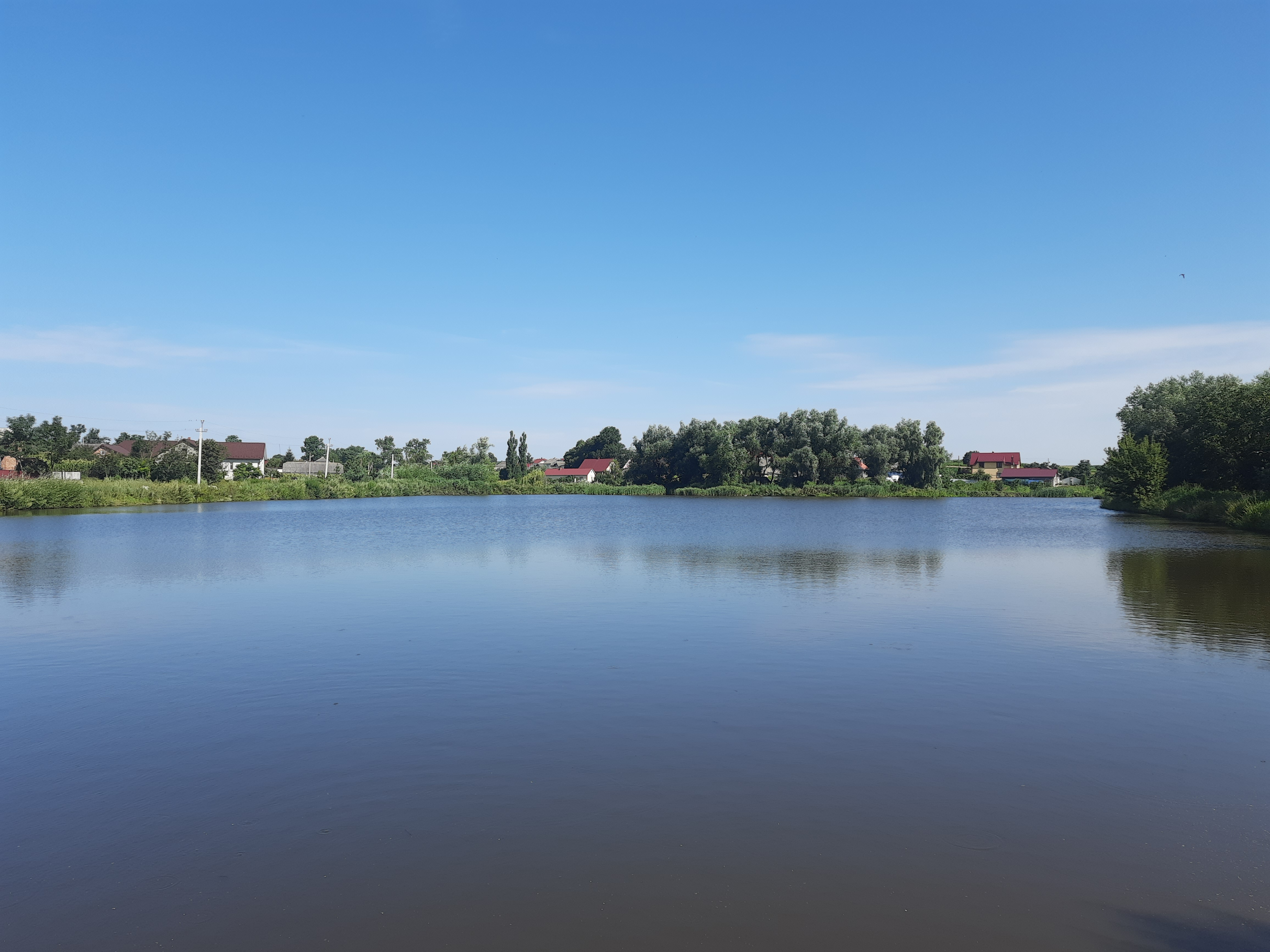
Став біля села